# Hinako Sano
Hinako Sano (佐野 ひなこ?, Sano Hinako; Tokyo, 13 ottobre 1994) è una modella e attrice giapponese.

## Biografia
Nata a Tokyo nel 1994, Sano intraprende da giovanissima la carriera di modella apparendo nel fotobook di Kan Furuya Hare nochi twintail e prendendo parte al progetto After School Tails. Nel 2012, dopo aver partecipato a un concorso indetto dall'agenzia di talenti Horipro, firma un contratto con la compagnia debuttando come gravure idol l'anno seguente sulla rivista edita dalla Kōdansha Weekly Young Magazine. Nel 2014 firma un contratto esclusivo con la rivista di moda Vivi, divenendo una delle cosiddette beauty muse del rotocalco.
In qualità di attrice ha recitato in diversi dorama tra i quali lo speciale della serie Akumu-chan e l'adattamento del manga Death Note, nel ruolo di Misa Amane.

## Filmografia

### Cinema
- Tankentai no Eiko  (探検隊の栄光?), regia di Toru Yamamoto (2015)
- Saki (咲-Saki-?), regia di Yuichi Onuma (2017)
- Gyoza You Can Kiss (キスできる餃子?), regia di Takehiko Hata (2018)
- Sakuranbo no Koi (サクらんぼの恋?), regia di Tomoyuki Furumaya (2018)

### Televisione
- Koibumi Biyori (恋文日和?) - serie TV (2014)
- Dai Tōkyō toybox (大東京トイボックス?) - serie TV (2014)
- Watashi no kirai na tantei (私の嫌いな探偵?) - serie TV (2014)
- Urero: Mi taiken shōjo (ウレロ☆未体験少?) - serie TV (2014)
- Akumu-chan (悪夢ちゃん?) - serie TV (2014)
- Suikyū yankīsu (水球ヤンキース?) - serie TV (2014)
- Jigoku sensei Nūbē (地獄先生ぬ〜べ〜?) - serie TV (2014)
- Akko ni omakase (アッコにおまかせ!?) - programma TV, TBS (2014-in corso)
- Nobunaga ノブナガ?) - programma TV, CBC TV (2015-in corso)
- Death Note (デスノート?) - serie TV (2015)
- Siren (サイレーン?) - serie TV (2015)
- Sukinahito ga iru koto (好きな人がいること?) - serie TV (2016)
- Kuroi Junin no Onna (黒い十人の女?) - serie TV (2016)
- Aka no Sho～Keishicho Shomugakari Hitomi no Jikenbo (赤の章～警視庁庶務係ヒトミの事件簿?) - serie TV (2017)
- Kuro no Sho Bengoshi・Shirai Shinnosuke no Daisainan (黒の章～弁護士・白井真之介の大災難?- serie TV (2017)
- Code: M Kodo Nemu Mirajyu (CODE:M コードネームミラージュ?) - serie TV (2018)
- Jinsei ga Tanoshiku Naru Shiawase no Housoku (人生が楽しくなる幸せの法則?) - serie TV (2019)

## Pubblicazioni
- Hinako, foto di Takao Tōnoki, Kōdansha, 2014, ISBN 978-4063649628.